# バースデー (スネオヘアーのアルバム)
『バースデー』は、スネオヘアーの6枚目のアルバム。2008年11月12日にリリースした。

## 収録曲
1. 共犯者
  - 作詞・作曲：渡辺健二
2. 言いたいことはいつも
  - 作詞・作曲：渡辺健二
  - CX系『ウチくる!?』エンディング・テーマ
3. 夏になったら帰ってきてね
  - 作詞・作曲：渡辺健二
4. 気まぐれな季節のせいで
  - 作詞・作曲：渡辺健二
  - TX系『週間 赤川次郎』エンディング・テーマ
5. bird call
  - 作詞・作曲：渡辺健二
6. サフラン
  - 作詞・作曲：渡辺健二
7. スキップ
  - 作詞・作曲：渡辺健二
8. 電話 
  - 作詞・作曲：渡辺健二
9. 歪んだ二人
  - 作詞・作曲：渡辺健二
10. LOVE YOU
  - 作詞・作曲：渡辺健二
  - 「長岡技術科学大学」CMソング
11. バースデー
  - 作詞・作曲：渡辺健二
12. 言いたいことはいつも -original ver.-
  - 作詞・作曲：渡辺健二
13. スターマイン
  - 作詞・作曲：渡辺健二